# Атанас Андонов
Атанас Василев Андонов (роден на 16 юли 1955 г.) е български десетобоец.
Поставя през 1981 г. национален рекорд (8199 точки) в дисциплината. Женен е за състезателката на висок скок Людмила Андонова. След 1990 г. се установяват в САЩ.
След тежко боледуване умира на 68-годишна възраст в САЩ.

## Постижения
- Летни олимпийски игри 1980 (Москва) – 10 място, 7904 точки
- Европейско първенство по лека атлетика (1982) – 7 място, 7927 точки